# Holger Hansen (bokser)
 Der er flere personer med dette navn, se Holger Hansen.
Holger Hansen (? – ?) var en dansk bokser i letvægt og weltervægt. Holger Hansen var storebror til Fritjof Hansen.
Holger Hansen debuterede som professionel bokser ved et arrangement i København den 29. oktober 1905, hvor Holger Hansen mødte landsmanden Dick Nelson. Nelson havde i sin debutkamp fem måneder tidligere opnået uafjort med den stærke og rutinerede amerikaner George Dixon, og han var da også for tærk til Holger Hansen, der tabte på point efter 6 omgange. Hovedkampen ved arrangementet blev bokset mellem Danmarks første professionelle bokser Jim Smith og englænderen Kingsland, med Smith som vinder efter 25 omgange. Næste modstander for Holger Hansen blev netop Jim Smith, som Hansen opnåede uafgjort med i en kamp i 1907. 
Efter kampe mod Johannes Hindsberg og Frank Glower mødte Holger Hansen Waldemar Holberg den 2. december 1908 i en kamp i København. Holberg boksede kun sin anden kamp, og Holger Hansen opnåede uafgjort. Kun tre dage senere mødte Holger Hansen Jim Smith i en returkamp, og led karrierens andet nederlag, da han tabte på point til Smith. Holger Hansen boksede sin tredje kamp i december 1908, da han den 16. opnåede igen opnåede uafgjort mod Waldemar Holberg. Efter endnu en uafgjort med Holberg i april 1906 og en sejr mødte Holger Hansen den stærke amerikaner Bobby Dobbs, der med knap 200 kampe (og endnu flere opvisningskampe bag sig) var Holger Hansen overlegen, og vandt på knockout i femte omgang. 
Efter nederlaget til Dobbs blev Holger Hansen for fjerde gang sat op mod Waldemar Holberg. De tre første kampe mellem de to danske boksere var endt uafgjort, men i det fjerde møde den 3. september 1911 blev Holger Hansen slået ud i 4. omgang. Boksekampen blev optaget af Nordisk Film Kompangni, og blev udsendt som en film, Boxekampen.
12 år efter debuten mod Dick Nelson blev der arrangeret en returkamp i Circus Variete i København den 11. november 1917. Holger Hansen havde på de 12 år alene opnået 11 kampe, hvorimod Dick Nelson havde bokset over hundrede kampe, heraf mange i USA og Europa. Det lykkedes ikke desto mindre Holger Hansen at opnå uafgjort mod Dick Nelson efter 15 omgange. Der blev hurtigt arrangeret en returkamp mellem de to boksere, og Hansen mødte Nelson igen den 26. december 1917 i en kamp over 25 omgange. Holger Hansen blev dog stoppet i 21. omgang af kampen. Holger Hansen mødte herefter Waldemar Holberg i december 1918, men i det femte møde mellem de to boksere blev Hansen slået ud. Holger Hansen mødte igen Holberg i 1921, men tabte på point over 12 omgange i en kamp i Stockholm, og Holger Hansen opgav herefter karrieren. 

## Eksterne links
- Professionel rekordliste (Webside ikke længere tilgængelig) på Boxrec.com
- Billede af Holger Hansen og Bobby Dobbs på Library of Congress